# Valle San Giovanni
Valle San Giovanni is een plaats (frazione) in de Italiaanse gemeente Teramo.